# ビヤエルモサ国際空港
ビヤエルモサ国際空港（ビヤエルモサこくさいくうこう）は、メキシコのタバスコ州にある空港。州都ビヤエルモサの16km東に位置している。
隣のチアパス州にあるマヤ文明遺跡「パレンケ」に比較的近く、多くの観光客が利用する。

## 主な就航路線
- メキシコシティ、グアダラハラ、モンテレイ、カンクン、メリダ